# 岩瀬義郎
岩瀬義郎（いわせ よしろう、1920年4月19日 - 2015年1月10日）は、日本の大蔵官僚。証券局長、理財局長、日本キャッシュサービス取締役社長、外務省海外移住審議会会長、 沖縄振興開発金融公庫理事長、財団法人日本経済教育センター副会長などを務めた。

## 来歴
東京府出身。1943年12月 臨時召集（横須賀第2海兵団）。1944年2月 主計見習尉官。1945年2月 天城乗組。同年9月 予備役。1946年9月 東京帝国大学経済学部経済学科卒業。同年10月 日本銀行入行。国債局書記。1947年12月 高等試験行政科を合格。同年12月 大蔵省入省。理財局属。1950年5月 千葉税務署長。1951年8月 芝税務署長。その後は大蔵大臣秘書官（事務担当）、為替局総務課長補佐などを務め、1959年4月 大臣官房文書課長補佐。1963年8月から外務省在英国大使館一等書記官。1966年8月 主計局主計官（外務、通商産業担当）。1968年6月 理財局資金課長。1969年8月15日 理財局総務課長。1971年1月21日 大臣官房審議官（大臣官房担当）。同年6月22日 近畿財務局長。1972年6月27日 大臣官房審議官（銀行局担当）。1974年7月1日 大臣官房審議官（大臣官房調査企画課担当）。1975年7月8日 証券局長。1976年6月11日 理財局長。1977年6月10日 退官。同年6月 日本キャッシュサービス取締役社長。同年12月 外務省海外移住審議会会長。1984年4月 沖縄振興開発金融公庫理事長。1986年12月 財団法人日本経済教育センター副会長。1990年4月 勲二等受章。

## 略歴
- 1946年10月：日本銀行入行。国債局書記[1]。
- 1947年12月：高等試験行政科を合格[1]。
- 1947年12月：大蔵省入省。理財局属[1]。
- 1950年5月：千葉税務署長。
- 1951年8月：芝税務署長。
- 1952年12月：為替局管理課長補佐。
- 1955年8月：大蔵大臣秘書官（事務担当）。
- 1956年12月：為替局総務課長補佐。
- 1959年4月：大臣官房文書課長補佐。
- 1963年4月：外務省研修所（〜1963年8月）。
- 1963年5月：大臣官房付。
- 1963年8月：大臣官房財務調査官。
- 1963年8月：外務省在英国大使館一等書記官。
- 1966年8月：主計局主計官（外務、通商産業担当）。
- 1968年6月：理財局資金課長。
- 1969年8月15日：理財局総務課長。
- 1971年1月21日：大臣官房審議官（大臣官房担当）。
- 1971年6月22日：近畿財務局長。
- 1972年6月27日：大臣官房審議官（銀行局担当）。
- 1974年7月1日：大臣官房審議官（大臣官房調査企画課担当）。
- 1975年7月8日：証券局長。
- 1976年6月11日：理財局長。
- 1977年6月10日：退官。

## 人物
- どんな人に対しても誠意をもって相対することを心掛けているという[3]。
- 日本銀行の国債局にいた経験や総裁の山際正道と顔がよく似ていたことから“山際二世”と呼ばれていた[3]。
- 大蔵省では主に理財畑であった[4]。